# Средние Сабы
Средние Сабы — деревня в Сабинском районе Татарстана. Входит в состав городского поселения посёлок городского типа Богатые Сабы.

## География
Находится в северо-западной части Татарстана на расстоянии приблизительно 3 км юг по прямой от районного центра поселка Богатые Сабы у речки Сабы.

## История
Основана во второй половине XVII века, упоминалась также как Шайтанов Ключ. В начале XX века отмечалось наличие мечети и мектеба.
По сведениям переписи 1897 года, в деревне Средние Сабы Мамадышского уезда Казанской губернии жили 522 человека (221 мужчина и 301 женщина), все мусульмане.

## Население
Постоянных жителей было: в 1782 году — 57 душ мужского пола, в 1859—401, в 1897—574, в 1908—652, в 1920—655, в 1926—551, в 1938—489, в 1949—408, в 1970—250, в 1979—230, в 1989—135, 141 в 2002 году (татары 100 %), 134 в 2010.